# Lanzendorf (Gemeinde Esternberg)

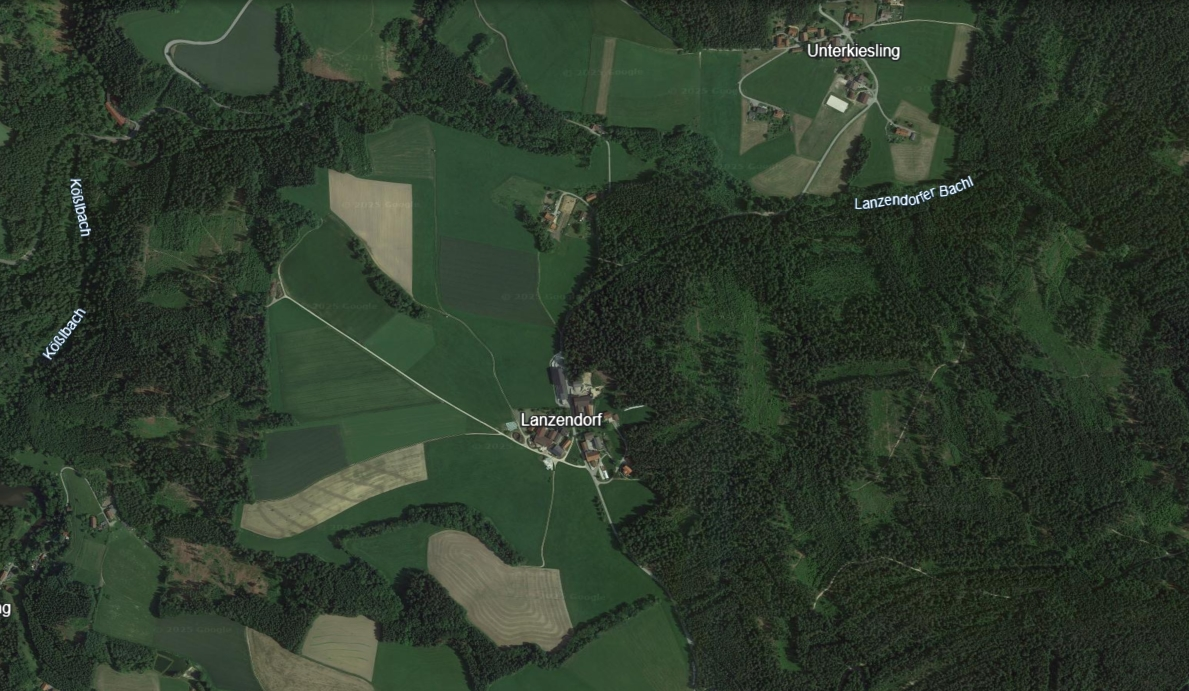

Lanzendorf ist eine Ortschaft in der Gemeinde Esternberg im Bezirk Schärding im Innviertel in Oberösterreich mit 29 Einwohnern (Stand 1. Jänner 2025). Eingebettet in die sanfte Hügellandschaft des Innviertels, ist Lanzendorf geprägt von  landwirtschaftlicher Nutzung und einer engen Dorfgemeinschaft.

## Lage und Struktur
Lanzendorf liegt rund vier Kilometer südwestlich des Ortszentrums von Esternberg im südwestlichen Gemeindegebiet, nahe der Grenze zu Bayern. Die Region ist vor allem durch Einzelhöfe, kleinere Siedlungen und Wälder geprägt. Landwirtschaft spielt eine zentrale Rolle im Alltag vieler Bewohner.

## Ereignisse und Herausforderungen
Die Ortschaft war in der Vergangenheit von Naturereignissen betroffen. Besonders eindrücklich war ein Sturm im Jahr 2017, der große Waldflächen zerstörte.